# Gertrud Pigor
Gertrud Pigor (* 1958 in Bad Neustadt an der Saale) ist eine deutsche Theaterregisseurin und Theaterautorin.

## Karriere
Pigor wurde 1958 in Bad Neustadt an der Saale geboren und wuchs in Unsleben auf. Ihr Vater war Tierarzt, ihre Mutter Cilli Pigor (* 1936) ist Mundartdichterin und ihr älterer Bruder Thomas Pigor (* 1956) Kabarettist und Komponist. Pigor studierte Philosophie, Bildende Kunst und Kunstpädagogik an der Hochschule für Bildende Künste Braunschweig und an der Universität Braunschweig. Danach arbeitete sie als Regieassistentin am Stockholms Stadsteater und am Staatstheater Braunschweig im Kinder- und Jugendtheater. Seit 1996 arbeitet sie als freie Regisseurin und Autorin. Ihre Stücke führte sie am Jungen Schauspielhaus Hamburg sowie am Saarländischen Staatstheater Saarbrücken, an der Comedia Theater Köln und am Landestheater Linz auf.
Pigor lebt in Hamburg.

## Werke (Auswahl)
- 1995: Nickel, der mit dem Fuchs tanzt (frei nach Motiven des Bilderbuchs von Claude Boujon On a volé Jeannot Lapin), (Staatstheater Braunschweig)
- 2000: Zwei Monster (frei nach dem Bilderbuch Two Monsters von David McKee), (Kinder- und Jugend-Theater im Werftpark Kiel)
- 2002: Löwe sein ist wunderbar. Ein Stück rund um den Zirkus (frei nach dem gleichnamigen Bilderbuch von Mario Göpfert und Henrike Wilson), (Kinder- und Jugend-Theater im Werftpark Kiel)
- 2002: Der Diener und sein Prinz. Vom Glück gebraucht zu werden (frei nach einer Erzählung von Thomas Winding), (Moks-Theater Bremen)
- 2003: Die zweite Prinzessin (frei nach dem Bilderbuch The Second Princess von Hiawyn Oram u. Tony Ross), (Kinder- und Jugend-Theater im Werftpark Kiel)
- 2004:  Anton – Das Mäusemusical, mit Thomas Pigor, Musik: Jan-Willem Fritsch, (Stadttheater Konstanz)
- 2005: Frühstück mit Wolf. Drei kleine Schweinchen ahnen nichts Böses (frei nach Motiven des englischen Volksmärchens Die drei kleinen Schweinchen), (Kinder- und Jugend-Theater im Werftpark Kiel)
- 2006: Motte & Co. Ein Theaterstück mit Musik, (Landestheater Linz)
- 2007: Herr Fuchs mag Bücher. Ein musikalischer Krimi für alle Bücherfresser (frei nach dem gleichnamigen Bilderbuch von Franziska Biermann), (Kinder und Jugend-Theater im Werftpark Kiel)
- 2009: Wilhelm Busch. Das Meer ist voller Flüssigkeit. Ein Wilhelm-Busch-Abend (Saarländisches Staatstheater Saarbrücken)
- 2009: Sput & Nik – Acht Pfoten im Weltall, (Stadttheater Konstanz)
- 2009: Die faulste Katze der Welt (nach dem Bilderbuch Der faule Kater Josef von Franziska Biermann), (Junges Schauspielhaus Hamburg)
- 2011: Hund. Katz. Rabatz. Eine Nachbarschaftsgeschichte, (Kinder- und Jugend-Theater im Werftpark Kiel)
- 2012: Die kleine Septime, (Junges Schauspielhaus Hamburg)
- 2013: Ein König zu viel, (Kinder- und Jugend-Theater im Werftpark Kiel)[1]
- 2013: Wann gehen die wieder? (frei nach dem gleichnamigen Bilderbuch von Ute Krause), (Junges Schauspielhaus Hamburg)
- 2014: Der Muffelkopp, (Kinder- und Jugend-Theater im Werftpark Kiel)
- 2015: Edgar – der Schrecken der Briefträger. Ein Musical für Hundefreunde, mit Thomas Pigor, Musik: Jan-Willem Fritsch, (Next Liberty Jugendtheater Graz)
- 2018: Tiere im Hotel, (Junges Schauspielhaus Hamburg)[2]
- 2018: Jupp – Ein Maulwurf auf dem Weg nach oben, Musik von Jan-Willem Fritsch (Schauspiel Essen)[3]
- 2021: Tiere im Theater (Junges Schauspielhaus Hamburg)[4][5]

## Hörspiele (Auswahl)
- 2008: David McKee: Zwei Monster. Live-Inszenierung vom Kinderhörspieltag in Köln (Bearbeitung (Wort)) – Regie: Thomas Werner, Hartmut El Kurdi (Hörspielbearbeitung, Kinderhörspiel, Öffentliche Veranstaltung – WDR)[6]